# Chronologie de la dynastie Tang

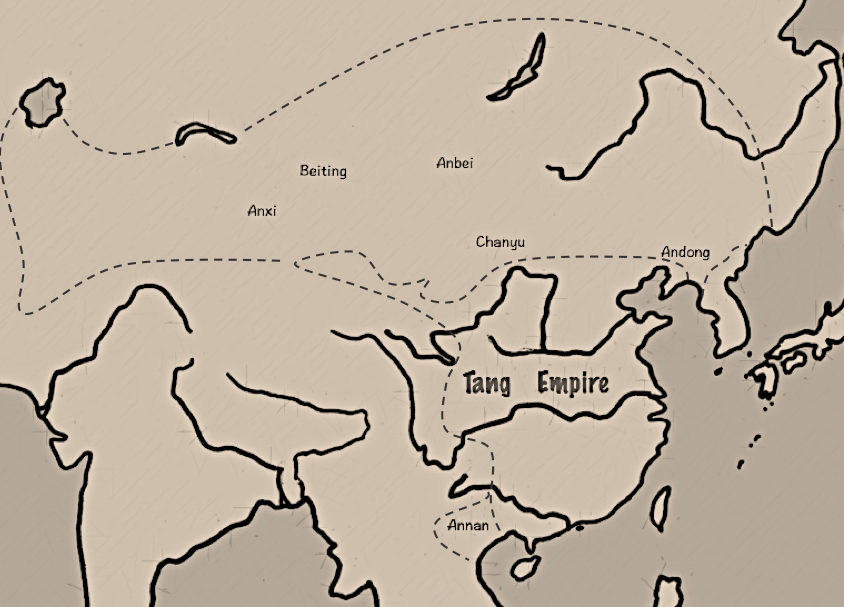
Carte de l'Asie durant la dynastie Tang, Warfare in Chinese History, BRILL 26 juillet 2021

Cette chronologie de la dynastie Tang couvre une période d'environ 289 ans, qui débute en 618, date de la fondation de la dynastie, et s’achève en 907, lorsque le dernier empereur Tang est déposé par le Seigneur de la guerre Zhu Wen, qui fonde la dynastie des Liang postérieurs, un événement qui marque le début de la période des Cinq Dynasties et des Dix Royaumes. Y sont incluses des informations concernant des domaines et des événements directement liés à la dynastie Tang, tels que le règne de Wu Zetian, lorsque cette dernière établit sa propre dynastie Zhou. On y trouve également des informations liées de manière indirecte aux Tang, mais nécessaires à la compréhension de événements et concernant des sujets tels que la dynastie Sui, l'Empire du Tibet, les Trois Royaumes de Corée, le Royaume de Nanzhao, le Japon et les différents peuples nomades des steppes.

## VIIesiècle

### Décennie 610
| Année | Date                                                                        | Événements |
| ----- | --------------------------------------------------------------------------- | --- |
| 617   |                                                                             | Shibi Khan, du Khaganat des Turcs Orientaux, aide le général Li Yuan dans sa rébellion contre la Dynastie Sui |
| 618   | 11 avril                                                                    | L'empereur Sui Yangdi est tué par strangulation à Jiangdu, lors d'un coup d'État organisé par son général Yuwen Huaji |
| 618   | 12 juin                                                                     | Li Yuan dépose l'empereur Sui Gongdi et fonde la dynastie Tang, dont il devient le premier empereur sous le nom de Tang Gaozu. Cet événement marque la fin de la Dynastie Sui |
| 618   | 29 novembre                                                                 | Bataille de Qianshuiyuan : Li Shimin vainc Xue Rengao, un des nombreux prétendants au trône impérial, et met ainsi fin à la courte existence de l'État de Qin |
| 619   |                                                                             | La Chine reste divisée entre plusieurs seigneurs de guerre, les plus puissants d'entre eux étant Wang Shichong qui contrôle Luoyang, Liu Wuzhou qui contrôle le nord de l'actuelle province du Shanxi, Dou Jiande qui contrôle l'actuelle province du Hebei, et Shen Faxing qui contrôle la région située immédiatement au Sud du Yangzi Jiang |
| 619   | Yuwen Huaji essaye de chasser Dou Jiande du Hebei et est tué par ce dernier | |

### Décennie 620
| Année | Date | Événements |
| ----- | --- | --- |
| 620   | | Li Shimin vainc Liu Wuzhou |
| 621   | 28 mai | Bataille de Hulao: Les troupes des Tang commandées par Li Shimin vainquent et capturent le seigneur de guerre Dou Jiande |
| 621   | Les troupes des Tang infligent une cuisante défaite à Wang Shichong et s'emparent de Luoyang | |
| 621   | Liu Heita, un des généraux de Dou Jiande, se rebelle | |
| 622   | | Li Zitong un seigneur de guerre qui s'était rendu aux Tang, tente de s'enfuir de Chang'an, mais il est arrêté et exécuté |
| 622   | Illig Qaghan, le qaghan du Khaganat des Turcs Orientaux, attaque les Tang | |
| 623   | | Invasion du Gansu par les Tuyuhun : Chai Shao repousse une tentative d'invasion du Gansu par les Tuyuhun et inflige une défaite majeure à ces derniers |
| 623   | Li Jiancheng vainc Liu Heita, qui est capturé et exécuté | |
| 623   | Fu Gongshi s'autoproclame empereur à Danyang, Jiangsu (Nanjing) | |
| 624   | | Fu Gongshi est tué par les troupes des Tang, qui s'emparent du sud |
| 624   | Le système fiscal de Zu Yong Diao est instauré par les Tang | |
| 624   | Illig Qaghan et son neveu Tölis Qaghan (Ashina Shibobi) lancent une invasion du territoire de la Dynastie Tang, mais Li Shimin contacte Tölis et le persuade de renoncer à attaquer la Chine, ce qui stoppe l'invasion, | |
| 625   | | Le Khaganat des Turcs Orientaux lance des raids à répétition contre les régions situées à la frontière Nord de la Chine. Certain raids vont assez loin vers le sud pour atteindre le Shanxi. Le plus important d'entre eux est mené par Illig Qaghan contre Shuozhou, dans le nord du Shanxi, mais il est repoussé |
| 626   | 2 juillet | Coup de la porte Xuanwu : Li Shimin tue deux de ses frères, le Prince héritier Li Jiancheng et Li Yuanji, à Chang'an |
| 626   | 4 septembre | L'empereur Tang Gaozu est poussé à abdiquer par son fils Li Shimin, qui devient l'empereur Tang Taizong. Gaozu reçoit le titre de Taishang Huang (太上皇), soit "empereur retiré" |
| 626   | Automne | Illig Qaghan lance un raid contre la Chine des Tang et avance jusqu'à arriver à quelques km de Chang'an. Il se replie après que l'empereur Tang Taizong ait accepté de lui verser un tribut. |
| 627   | | Importante réforme administrative : un grand nombre de Zhou et de Xian sont fusionnés ou supprimés et les Dix Circuits sont créés. |
| 627   | Des troupes Tang et Ouïghour engagent une bataille contre les Turcs et les Tibétains, | |
| 628   | 3 juin | Le seigneur de guerre Liang Shidu meurt assassiné |
| 629   | | Le moine bouddhiste Xuanzang entame son voyage vers l'Ouest |

### Décennie 630
| Année | Date | Événements |
| ----- | --- | --- |
| 630   | | Campagnes des Tang contre les Turcs orientaux : Illig Qaghan, le qaghan du Khaganat des Turcs Orientaux, est vaincu par Li Jing, puis capturé par Li Shiji, deux généraux au service des Tang. Il est ensuite relâché et les Turcs Orientaux deviennent des vassaux des Tang. Les peuples nomades du Nord donnent à l'empereur Tang Taizong le titre de Khagan Céleste (天可汗, tiān kèhán) |
| 630   | Missions japonaises dans la Chine des Tang : le Japon envoie sa première mission à la Cour des Tang                                                | |
| 631   | | Gao Biaoren (高表仁) accompagne les ambassadeurs japonais lors de leur retour au Japon |
| 632   | | Hotan (Yutian) et Kachgar (Shule) deviennent les vassaux des Tang |
| 632   | Qibi Heli de la confédération Tiele offre plus de 1,000 foyers aux Tang                                                                            | |
| 634   | | La construction du palais Yong'an (永安宮) est achevée |
| 634   | Songtsen Gampo, le souverain de l'empire du Tibet, envoie une ambassade aux Tang                                                                   | |
| 635   | | Campagne de l'empereur Taizong contre les Tuyuhun : L'empereur Tang Taizong lance une campagne militaire contre les Tuyuhun, une tribu du peuple Xianbei vivant à l'ouest, et annexe leur empire |
| 635   | Yarkand (Shache) se soumet aux Tang | |
| 635   | Le palais de Yong'an est renommé palais Daming | |
| 636   | | Le système fubing est réformé, de manière à y inclure 634 nouvelles garnisons (zhechong fu 折衝府) |
| 638   | | Gar Tongtsen Yülsung, premier ministre de l'empire du Tibet, arrive à la Cour des Tang pour organiser un mariage entre Songtsen Gampo et une princesse Tang |
| 638   | Attaque tibétaine contre Songzhou: l'empire du Tibet attaque la ville de Songzhou, ce qui correspond actuellement à la ville de Songpan au Sichuan | |
| 639   | | Un recensement estime à 50 millions d'habitants la population totale de la Chine des Tang, |

### Décennie 640
| Année | Date | Événements |
| ----- | --- | --- |
| 640   | | Campagne des Tang contre Karakhoja: Hou Junji (en) conquiert le royaume de Karakhoja et annexe Gaochang (Tourfan, Xinjiang). Le Protectorat Général pour Pacifier l'Ouest est créé                                                 |
| 640   | Gar Tongtsen Yülsung revient à la Cour des Tang avec un tribut et renouvelle sa demande un mariage avec une princesse, ce qui lui est finalement accordé                                    | |
| 641   | | La princesse Wencheng, une proche parent de Taizong, arrive au Tibet pour y épouser Songtsen Gampo |
| 643   | | Le Prince Héritier Li Chengqian est déposé |
| 644   | | L'empereur Tang Taizong commence à préparer une campagne militaire contre le royaume coréen de Koguryo |
| 644   | Première campagne des Tang contre Karachahr : le Général Guo Xiaoke attaque Karachahr et remporte une grande victoire, mais la cité-royaume reste vassale du Khaganat des Turcs occidentaux | |
| 644   | Aksou (Gumo) se soumet aux Tang | |
| 645   | | Première campagne de la guerre Koguryo–Tang : Tang Taizong commande personnellement une invasion du royaume de Koguryo, mais il doit se replier après avoir échoué à s'emparer de la ville d'Anshi (nord-est de Yingkou, Liaoning) |
| 645   | Xuanzang revient d'Inde | |
| 646   | | Campagnes de l'empereur Taizong contre les Xueyantuo : Les troupes des Tang infligent une cinglante défaite aux Xueyantuo lors d'une bataille. Leur khan se rend                                                                   |
| 647   | | Li Shiji lance une nouvelle attaque contre Koguryo, mais échoue également |
| 648   | | Taizong lance lui aussi une nouvelle attaque contre Koguryo, qui se solde également par un échec |
| 648   | La campagne des Tang contre Kucha: Ashina She'er, un général turc au service des Tang, conquiert Kucha (Qiuci)                                                                              | |
| 648   | Songtsen Gampo, le souverain de l'empire du Tibet, attaque Arjuna, l'usurpateur du trône d'Harsha, parce qu’il s'est rapproché de Wang Xuance, un ambassadeur des Tang,                     | |
| 648   | Les Khitans acceptent de devenir des vassaux des Tang | |
| 649   | 10 juillet | Tang Taizong meurt de maladie, peut-être à cause de la composition des pilules que lui donne son alchimiste personnel. Son fils Li Zhi lui succède et devient l'empereur Tang Gaozong                                              |
| 649   | La campagne contre Koguryo est annulée | |

### Décennie 650
| Année | Date                                 | Événements |
| ----- | ------------------------------------ | --- |
| 650   |                                      | Entre 650 et 670 est imprimé à Chang'an un des plus anciens documents imprimés au monde à nous être parvenus intacts, une miniature bouddhiste sur laquelle se trouve un sutra dharani, écrit en sanskrit, le Grand Sort de la Lumière Pure Immaculée (Wugou jingguang da tuoluoni jing 無垢淨光大陀羅尼經) |
| 653   |                                      | Une femme s'autoproclame Empereur et se rebelle, provoquant des troubles pendant quelques semaines avant d'être vaincue et tuée |
| 655   |                                      | Wu Zetian devient la "première épouse" de Tang Gaozong |
| 656   |                                      | Cheng Yaojin inflige une défaite aux troupes du Khaganat des Turcs occidentaux |
| 657   |                                      | Bataille de la rivière Irtych (en): Ashina Helu du Khaganat des Turcs occidentaux est vaincu par Su Dingfang, un général au service de la dynastie Tang |
| 658   |                                      | Conquête des Turcs Occidentaux: Après sa défaite face à Su Dingfang, Ashina Helu est envoyé à Chang'an, la capitale des Tang comme prisonnier, où il reste jusqu'à sa mort. Le Khaganat des Turcs occidentaux est annexé par les Tang                                                                       |
| 658   | Luoyang devient la Capitale de l'Est | |
| 659   |                                      | La première preuve d'utilisation d'un amalgame dentaire apparaît dans le texte médical Hsin Hsiu Pen Tsao écrit par Su Kung. Cet amalgame est à base d'étain et d'argent. |

### Décennie 660
| Année | Date | Événements |
| ----- | --- | --- |
| 660   | | Su Dingfang inflige une défaite au royaume coréen de Baekje                                                                                       |
| 660   | L'Empire du Tibet et ses alliés turcs attaquent Shule | |
| 660   | Les Tang attaquent les Khitans et capturent Abugu, leur chef, avant de l'envoyer à Luoyang | |
| 660   | L'empereur Tang Gaozong commence à souffrir de maux de têtes sévères et perd la vue. Il délègue de plus en plus de pouvoirs à Wu Zetian, qui prend seule la plupart des décisions                               | |
| 661   | | Su Dingfang assiège Pyongyang |
| 661   | Péroz III de l'empire Sassanide demande une aide militaire aux Tang pour contrer l'invasion arabe de la Perse                                                                                                   | |
| 662   | | Le siège de Pyongyang est levé à cause d'un manque de ravitaillement des assiégeants                                                              |
| 662   | Liu Rengui inflige un coup fatal au royaume coréen de Baekje | |
| 662   | La construction du palais Daming recommence | |
| 663   | | Bataille de Baekgang: Liu Rengui vainc le royaume coréen de Baekje, après avoir détruit une flotte comprenant des navires de Baekje et de Yamato  |
| 663   | L'Empire du Tibet attaque Yutian, mais ses troupes sont repoussées | |
| 663   | La construction du palais Daming est finalement achevée | |
| 664   | | Liu Rengui envoie un mémoire à l'empereur, dans lequel il fait état du moral très faible des troupes déployées en Corée                           |
| 664   | Gaozong tente de déposer Wu Zetian et échoue | |
| 665   | | Wu Zetian devient la dirigeante de facto de la Chine                                                                                              |
| 665   | L'Empire du Tibet et ses alliés turcs attaquent Yutian | |
| 667   | | Xue Rengui remporte une victoire décisive contre Koguryo                                                                                          |
| 668   | | Li Shiji met à sac Pyongyang et conquiert le royaume de Koguryo. Le Protectorat Général pour Pacifier l'Est est créé à la suite de cette conquête |
| 668   | Guerre Silla-Tang: à la suite d'un conflit d’intérêt lié au partage des terres des anciens royaumes de Koguryo et Baekje, début d'une guerre entre la dynastie Tang et leurs anciens alliés du royaume de Silla | |
| 669   | | Le général Li Shiji meurt |

### Décennie 670
| Année | Date | Événements |
| ----- | --- | --- |
| 670   | | Bataille de la Rivière Dafei: L'Empire du Tibet détruit une armée Tang commandée par Xue Rengui. Suivant les sources de l'époque, cette armée aurait été forte de 100 000 hommes. Les Tibétains s'emparent de Qiuci et attaquent Gumo |
| 670   | Péroz III arrive à la Cour des Tang | |
| 673   | | Les Tang prennent Qiuci, |
| 673   | Les Tang consolident leur contrôle sur les tribus turques Wudoulu, dans la zone qui correspond actuellement à la Dzoungarie                              | |
| 676   | | L'Empire du Tibet attaque les Zhou de Die, Fu, et Jing. Fengtian et Wugong sont pillés. |
| 676   | Fin de la guerre contre le royaume de Silla, partage des territoires contestés entre les deux belligérants                                               | |
| 676   | Le siège du Protectorat Général pour Pacifier l'Est est déplacé de Pyongyang à Liaoyang. L'année suivante il est à nouveau déplacé à Xincheng            | |
| 677   | | L'Empire du Tibet s'empare à nouveau de Qiuci, |
| 677   | Ashina Duzhi, un général envoyé par les Tang pour surveiller les Wuduolu, se rebelle et s'autoproclame Onoq Qaghan, chef suprême de tous les Turcs.      | |
| 678   | | L'Empire du Tibet vainc une armée Tang dans la région de Qinghai |
| 678   | Pei Xingjian (裴行儉) tente d'escorter Péroz III jusqu'en Perse, mais ne peut pas aller plus loin que Suiye (Tokmok, Kirghizistan)                       | |
| 679   | | Pei Xingjian escorte Narsieh, le fils de Peroz, jusqu'à Suiye. Narsieh passe ensuite 20 ans à Tukhara |
| 679   | Pei Xingjian mate la rébellion de Onoq Qaghan (Ashina Fuyan Duzhi 阿史那匐延都支) et Li Zhefu (李遮匐)                                                   | |
| 679   | Pei Xingjiang inflige une défaite aux Tibétains et restaure le contrôle des Tang sur les cités-royaumes des oasis du bassin du Tarim,                    | |
| 679   | Ashide Wenfu et Ashide Fengzhi du Protectorat de Chanyu offrent à Ashina Nishufu le titre de Khagan, puis se révoltent ensemble contre la dynastie Tang. | |

### Décennie 680
| Année | Date | Événements |
| ----- | --- | --- |
| 680   | | Pei Xingjian vainc Ashina Nishufu, qui est tué par ses soldats. |
| 680   | Ashide Wenfu offre à Ashina Funian le titre de Khagan, qui lance une nouvelle révolte contre les Tang.                 | |
| 680   | Pei Xingjian réussit à convaincre Ashina Funian de se rendre. Funian est amené à Chang'an, où il est exécuté           | |
| 680   | L'Empire du Tibet s'étend de manière agressive dans la région de Xiyu et s'empare de la forteresse d'Anrong au Sichuan | |
| 681   | | Ashina Qutlugh rassemble les restes de l'armée d'Ashina Funian et se révolte contre les Tang. |
| 681   | L'Empire du Tibet envahit la région de Qinghai, mais est repoussé par une armée des Tang                               | |
| 682   | | Après avoir unifié les Turcs et certains peuples des steppes, Ashina Qutlugh fonde le Second Khaganat Turc et prend le titre d'Ilterish Qaghan avant d'attaquer les Tang                           |
| 683   | 27 décembre | L'Empereur Tang Gaozong meurt des suites de sa maladie. Son fils Li Xian lui succède et devient l'empereur Tang Zhongzong.                                                                         |
| 683   | Ilterish Qaghan attaque les Tang. Il renouvelle ses attaques en 684, 685 et 687                                        | |
| 684   | 26 février | Wu Zetian dépose l'empereur Tang Zhongzong et le remplace par l'empereur Tang Ruizong |
| 684   | Xu Jingye tente de se rebeller à Yangzhou et échoue                                                                    | |
| 686   | | Les troupes des Tang se replient des Quatre Garnisons d'Anxi, après que certains membres de la Cour aient réussi à imposer leur point de vue sur la nécessité de diminuer les dépenses militaires, |
| 687   | | Lý Tự Tiên et Đinh Kiến se révolte à Đại La en réponse à une augmentation de la taxe sur les récoltes                                                                                              |
| 688   | | Wu Zetian organise le massacre des princes et princesses Tang |
| 689   | | La structure rituelle Mingtang (Hall de Lumière) est installée à Luoyang |

### Décennie 690
| Année | Date | Événements |
| ----- | --- | --- |
| 690   | 16 octobre | Wu Zetian organise les premiers examens impériaux (dianshi 殿試) |
| 690   | fête du double neuf | Wu Zetian dépose l'empereur Tang Ruizong et se proclame première impératrice de la dynastie Zhou à Luoyang                                                                    |
| 690   | L'Empire du Tibet vainc une armée des Tang à Issyk-Kul | |
| 691   | | Mort d'Ilterish Qaghan entre août et novembre. Son frère Mo-tch’o lui succède et prend le titre de Kapaghan Kaghan                                                            |
| 692   | | Les troupes des Tang reprennent le contrôle des Quatre Garnisons d'Anxi et en chassent les Tibétains qui en avaient pris le contrôle après le repli chinois de 686            |
| 693   | | Kapaghan Kaghan du Second Khaganat Turc lance des raids contre la dynastie Tang. Il renouvelle ces raids en 694.                                                              |
| 693   | Les roturiers et les membres de la petite noblesse sont autorisés à passer les examens impériaux.                                                            | |
| 694   | | L'Empire du Tibet attaque la Cité de Pierre (Charkhlik). |
| 696   | | Kapaghan Kaghan inflige une défaite aux Khitans, à l'est de son empire, avant de lancer de nouveaux raids contre les Tang                                                     |
| 696   | Li Jinzhong (Mushang Khan) des Khitans et son demi-frère Sun Wanrong se révoltent contre les Tang et attaquent Hebei. Li meurt peu après et Sun lui succède  | |
| 696   | L'Empire du Tibet inflige une défaite aux Tang dans le Zhou de Tao, avant d'attaquer celui de Liang                                                          | |
| 697   | | les frères Yizhi et Changzong Zhang sont admis au palais pour assister Wu Zetian                                                                                              |
| 697   | Kapaghan Kaghan inflige une nouvelle défaite aux Khitans, avant de lancer de nouveaux raids contre les Tang. Il renouvelle ses raids contre les Tang en 698. | |
| 698   | | Bataille de Tianmenling: Daejoyeong, ayant sous ses ordres les derniers restes des troupes du royaume de Koguryo et les soldats des tribus Mohe, inflige une défaite aux Tang |
| 698   | Daejoyeong fonde le royaume de Jin (震) au nord de la Corée. Ce royaume sera rebaptisé Balhae (渤海) en 712                                                  | |

## VIIIesiècle

### Décennie 700
| Année | Date | Événements |
| ----- | --- | --- |
| 700   | | Düsong Mangpojé, empereur de l'Empire du Tibet, attaque les Zhou de He et Liang                                                                                                  |
| 701   | | Düsong Mangpojé s'allie aux Turcs et attaque les Zhou de Liang, Song et Tao |
| 702   | | Kapaghan Kaghan du Second Khaganat Turc lance des raids contre la dynastie Tang. Il renouvelle ces raids en 706 et 707                                                           |
| 702   | L'Empire du Tibet attaque le Zhou de Mao | |
| 702   | Création des Examens Militaires pour recruter des nouveaux officiers. Ces nouveaux examens servent à pallier l’effondrement du système fubing. | |
| 705   | 23 février | Zhang Jianzhi tue les frères Zhang lors d'un coup d'état et restaure la dynastie Tang en remettant l'empereur Tang Zhongzong sur le trône. Wu Zetian meurt de maladie peu après. |
| 707   | | Le Prince Héritier Li Chongjun organise un coup d'état durant lequel Wu Sansi est tué. Il prend d’assaut le palais mais échoue et est tué par ses propres hommes durant sa fuite |
| 708   | | Les Turgesh attaquent Qiuci |
| 708   | Péroz III revient à la Cour des Tang | |

### Décennie 710
| Année | Date | Événements |
| ----- | --- | --- |
| 710   | 3 juillet | L'empereur Tang Zhongzong meurt empoisonné par l'impératrice Wei, sa seconde femme et la princesse Anle, leur fille. L'empereur Tang Shangdi, le plus jeune fils du défunt, monte sur le trône                                                       |
| 710   | 25 juillet | La princesse Taiping, fille de l'empereur Tang Gaozong, organise un coup d'état avec l'aide de son petit-fils Li Longji. Ce dernier tue l'impératrice Wei et détrône l'empereur Tang Shangdi. Tang Ruizong, le père de Li Longji, monte sur le trône |
| 710   | La princesse Jincheng, une arrière-petite-fille de Tang Gaozong, est envoyée au Tibet pour en épouser l'empereur. L'empereur Tang Ruizong donne Jiuqu (九曲), les terres situées au nord du fleuve Jaune dans le Gansu, aux Tibétains | |
| 710   | Zhang Xuanbiao, un général de la dynastie Tang, envahit le nord-est du Tibet | |
| 711   | | Création du poste de jiedushi |
| 712   | 8 septembre | L'Empereur Tang Ruizong abdique en faveur de son fils Li Longji. Ce dernier devient l'empereur Tang Xuanzong |
| 713   | | La Princesse Taiping tente de détrôner Xuanzong et échoue. L'empereur lui donne l'ordre de se suicider |
| 713   | Début de la construction du Grand Bouddha de Leshan | |
| 714   | | L'Empire du Tibet attaque les Zhou de Lintao, Weiyuan, Lan et Wei. Cette attaque à grande échelle s’achève par une défaite cinglante et les Tibétains sont repoussés                                                                                 |
| 715   | | Zhang Xiaosong (張孝嵩) aide le royaume de Ferghana (Bahanna 拔汗那) à repousser une attaque combinée des Tibétains et des Arabes |
| 715   | L'Empire du Tibet attaque le Protectorat de Beiting et le Zhou de Song | |
| 716   | 22 juillet | Mort de Kapaghan Kaghan, début d'une guerre civile au sein du Second Khaganat Turc entre les prétendants à sa succession. |
| 716   | les Khitans brisent leur alliance avec les Turcs et s'allient aux Tang | |
| 717   | | Bataille d'Aksou (717) : L'Empire du Tibet attaque Gumo et la Cité de Pierre,. |
| 719   | | Les Turgesh s'emparent de Suiye |

### Décennie 720
| Année | Date | Événements |
| ----- | --- | --- |
| 720   | | Bilge Kaghan, le nouveau Khagan du Second Khaganat Turc, envahit les territoires de la Dynastie Tang et se fait verser des tributs                                                                                      |
| 720   | Le gouverneur-général du Zhou de Ying envoie 500 soldats pour essayer d'interférer dans les conflits internes des Khitan, mais il est vaincu                                                               | |
| 720   | L'Empire du Tibet s'empare de la Cité de Pierre | |
| 720   | Les Tang donnent des titres aux rois de Oddiyana, Khuttal et Chitral | |
| 722   | | Les Tang aident la cité-État de Lesser Bolü (小勃律)(ce qui correspond actuellement à la ville de Gilgit, au Cachemire, Pakistan) à repousser une attaque tibétaine                                                     |
| 722   | Mai Thúc Loan se rebelle en Annam et est vaincu | |
| 723   | | La Princesse Jincheng écrit à Lalitaditya Muktapida, le dirigeant de l'empire Karkoṭa, pour lui demander l'asile. En guise de réponse, Muktapida contacte le Zaboulistan et crée une alliance contre l'empire du Tibet. |
| 724   | | Wang Junchuo lance une attaque contre l'Empire du Tibet et remporte une victoire |
| 725   | | Le roi de Khotan se rebelle, mais il est immédiatement remplacé par un homme de paille au service des Tang par le Protecteur Général du Protectorat d'Anxi                                                              |
| 726   | | Les Turgesh attaquent Qiuci |
| 726   | Stag sgra khon lod de l'Empire du Tibet lance une attaque contre le Zhou de Gan, mais la plus grande partie de ses troupes meurt dans une tempête de neige et les survivants sont balayés par Wang Junchuo | |
| 727   | | Stag sgra khon lod et Cog ro Manporje, son allié Turgesh, attaquent Qiuci et le Zhou de Gua |
| 728   | | L'Empire du Tibet attaque Qiuci |
| 729   | | Zhang Shougui (張守珪) inflige une cuisante défaite aux Tibétains à Xining, |

### Décennie 730
| Année | Date | Événements |
| ----- | --- | --- |
| 730   | | Ketuyu des Khitans attaque les Tang                                                                                               |
| 732   | | Les troupes des Tang infligent de lourdes pertes aux Khitans et aux Kumo Xi                                                       |
| 733   | | À la suite d'un retournement d'alliance, une armée Tang-Kumo Xi attaque une armée turco-khitan                                    |
| 734   | | Les Tang et l'Empire du Tibet marquent les limites de leurs territoires respectifs dans les monts Chiling en installant une stèle |
| 734   | Zhang Shougui vainc les Khitan à Youzhou (Hebei) | |
| 735   | | les Turgesh attaquent le Zhou de Ting.                                                                                            |
| 736   | | An Lushan attaque les Khitans mais est vaincu                                                                                     |
| 737   | | Piluoge (皮羅閣) unifie les six royaumes avec l'aide des Tang                                                                     |
| 737   | Cui Xiyi, le jiedushi du Hexi, conclut un accord avec le général tibétain Yilishu à Koko-nor. Yilishu s'engage à diminuer la présence militaire sur la frontière, de manière que les soldats chinois puissent s'investir dans des activités agricoles et d'élevage. Un chien blanc est sacrifié pour sceller cet accord. | |
| 738   | | Les Tang s'emparent de la cité d'Anrong aux dépens de l'empire du Tibet, mais la perdent immédiatement                            |
| 739   | | Les Tang remportent une victoire majeure contre l'Empire du Tibet dans le Zhou de Shan.                                           |
| 739   | L'institution des Six Divisions Administratives (Tang Liudian 唐六典) est mise en place | |

### Décennie 740
| Année | Date | Événements |
| ----- | --- | --- |
| 740   | | Les Tang s'emparent à nouveau de la cité d'Anrong et en gardent le contrôle ,                                                                                     |
| 740   | An Lushan attaque à nouveau les Khitans | |
| 741   | | L'empire du Tibet attaque les Tang dans le Qinghai, mais est repoussé. Sur le chemin du retour, les Tibétains pillent la Cité de Pierre.                          |
| 742   | | Huangfu Weiming de Longyou et Wang Chui du Hexi envahissent le nord-est du Tibet et tuent des centaines de Tibétains                                              |
| 743   | | Les Tang reprennent le contrôle de la région de Jiuqu (九曲), aux dépens des Tibétains                                                                            |
| 745   | | L'empire du Tibet inflige une défaite aux troupes des Tang à la Cité de Pierre                                                                                    |
| 745   | Deux tribus khitan se révoltent et sont vaincues par An Lushan | |
| 747   | | Gao Xianzhi (en) marche sur les monts Pamir avec une armée de 10 000 hommes et conquiert le royaume de Petite Balur (Gilgit), un État-client de l'empire du Tibet |
| 748   | | Les Tang construisent une forteresse sur une ile du lac Qinghai, ce qui leur permet d’asseoir leur contrôle sur la région située au nord de ce lac                |
| 748   | Les Tang reprennent le contrôle de Suyab et rasent la ville | |
| 749   | | Le système fubing est aboli |
| 749   | Les troupes du circuit de Longyou, commandées par Geshu Han, attaquent l'empire du Tibet et reprennent le contrôle de la Cité de Pierre, au prix de lourdes pertes | |

### Décennie 750
| Année | Date | Événements |
| ----- | --- | --- |
| 750   | | Les Tang défont une alliance Turgesh-Chach. Le roi de Chach est exécuté, |
| 750   | La culture chinoise perd son statut de culture prédominante du Liaoning au profit de la culture Khitane | |
| 751   | | Bataille de Talas: les troupes des Tang sont vaincues par celles des Abbassides |
| 751   | Xianyu Zhongtong attaque le Royaume de Nanzhao avec une armée de 80 000 hommes, mais il est vaincu et perd les 3/4 de ses troupes | |
| 752   | | An Lushan attaque les Khitans |
| 753   | | Geshu Han expulse les Tibétains de la région des "Neuf Virages", qui se situe sur l'amont du fleuve Jaune |
| 754   | | Yang Guozhong envahit le Royaume de Nanzhao, mais il tarde à engager l’ennemi et ses provisions s'épuisent. Il est attaqué et mis en déroute alors qu'il se replie                                                                       |
| 754   | Le moine Jianzhen arrive au Japon et fonde la secte bouddhiste Lüzong à Nara | |
| 755   | | Révolte d'An Lushan: An Lushan se rebelle et s'autoproclame premier empereur de la dynastie Yan |
| 756   | Printemps | Bataille de Yongqiu : les troupes de la nouvelle dynastie Yan sont obligées de lever le siège d'une forteresse tenue par les Tang |
| 756   | 12 août | L'empereur Tang Xuanzong s'enfuit de Chang'an pour rejoindre le Sichuan. En chemin, il est obligé d'ordonner l'exécution de sa favorite, la consort Yang Guifei, et d'abdiquer en faveur de son fils, qui devient l'empereur Tang Suzong |
| 756   | Le Taoiste Mao Kua rapporte dans son ouvrage Pinglongren (Reconnaissance du Dragon couché) qu'en chauffant du salpêtre, on peut obtenir le yin de l'air et que ce dernier peut se combiner avec le soufre, le charbon et les métaux autres que l'or. | |
| 757   | | An Lushan est tué par son fils An Qingxu, qui se proclame second empereur de la dynastie Yan |
| 757   | Bataille de Suiyang: Les troupes des Yan remportent une victoire à la Pyrrhus contre les Tang | |
| 757   | Après leur défaite, les Tang lancent une contre-attaque avec une armée commandée par Guo Ziyi et avec l'aide de leurs alliés Ouïghours. Ils reprennent le contrôle de Chang'an et Luoyang                                                            | |
| 757   | An Qingxu s'enfuit et traverse le fleuve Jaune pour rejoindre le sud du Hebei | |
| 757   | L'empire du Tibet s'empare du Zhou de Shan | |
| 758   | | La princesse Ningguo, qui est la seconde fille de Tang Suzong, épouse Bayanchur Khan du Khaganat Ouïghour, |
| 759   | | An Qingxu est tué par le rebelle Shi Siming |
| 759   | Shi Siming occupe Luoyang | |
| 759   | Jianzhen fonde le Tōshōdai-ji à Nara, Japon | |

### Décennie 760
| Année | Date | Événements |
| ----- | --- | --- |
| 760   | | Massacre de Yangzhou (760): les troupes de Tian Shengong massacrent des marchands perses et arabes à Yangzhou[citation nécessaire] |
| 760   | Lu Yu (733-804) commence à écrire Le Classique du thé | |
| 761   | | Shi Siming est tué par son fils Shi Chaoyi |
| 762   | 3 mai | Tang Xuanzong meurt de dépression |
| 762   | 16 mai | Tang Suzong meurt d'une crise cardiaque |
| 762   | 18 mai | Tang Daizong monte sur le trône |
| 762   | Les Tang et leurs alliés Ouïghours infligent une défaite à l'armée de Shi Chaoyi et reprennent le contrôle de Luoyang. Les soldats Tang et Ouïghours pillent la ville | |
| 763   | | Shi Chaoyi se suicide, ce qui marque la fin de la révolte d'An Lushan |
| 763   | L'empire du Tibet envahit le territoire de la dynastie Tang avec une armée de 100 000 hommes et occupe Chang'an pendant 15 jours avant de se replier                  | |
| 763   | Les Tibétains s'emparent de Yanqi | |
| 764   | 5 janvier | Yan Wu (嚴武) devient le jiedushi de Jiannan |
| 764   | Automne | L'empire du Tibet envahit à nouveau le territoire de la dynastie Tang, cette fois-ci avec une armée de 70 000 hommes. Les Tibétains s'emparent du Zhou de Liang, avant d'être repoussés par Yan Wu à Jiannan                                                                                        |
| 765   | | L'empire du Tibet envahit à nouveau le territoire de la dynastie Tang, cette fois-ci avec une armée de 30 000 soldats et leurs nouveaux alliés Ouïghours Ils avancent jusqu'à Fengtian à deux reprises, mais sont repoussés par Guo Ziyi, qui réussit à convaincre les Ouïghours de changer de camp |
| 766   | | Les Tibétains s'emparent des Zhou de Gan et Su. |
| 767   | | Des assaillants venant de la mer envahissent l'Annam et sont vaincus |

### Décennie 770
| Année | Date    | Événements                                                                    |
| ----- | ------- | ----------------------------------------------------------------------------- |
| 776   |         | Les Tibétains s'emparent du Zhou de Gua                                       |
| 779   | 10 juin | L'Empereur Tang Daizong meurt de maladie;, l'empereur Tang Dezong lui succède |

### Décennie 780
| Année | Date | Événements |
| ----- | --- | --- |
| 780   | | Un groupe composé d'Ouïghours et de Sogdiens est tué alors qu'ils partent de Chang'an après avoir collecté un tribut. Les Tang versent 1 800 000 liasses de pièces en compensation. |
| 780   | Lu Yu édite Le Classique du thé | |
| 780   | Le système de la Double Taxe/Double Impôt est mis en place | |
| 781   | | L'empire du Tibet conquiert le Zhou de Yi., |
| 781   | Guo Ziyi meurt | |
| 782   | | Wang Wujun de Chengde et Zhu Tao de Lulong rejoignent la rébellion anti-Tang de Tian Yue de Weibo                                                                                   |
| 783   | | L'empire du Tibet et les Tang signent le traité de Qinshui, qui instaure la paix entre les deux empires                                                                             |
| 783   | Li Xilie de Huaixi (sud du Henan) se rebelle | |
| 783   | L'empereur Tang Dezong impose des taxes sur les logements et les transactions en espèces | |
| 783   | Les soldats du Zhou de Jing se mutinent à Chang'an et proclament Zhu Ci empereur | |
| 783   | Tang Dezong s'enfuit à Fengtian (奉天, l'actuelle ville de Xianyang) | |
| 784   | | Tang Dezong offre son pardon à Tian Yue et aux autres rebelles |
| 784   | Li Huaiguang de Shuofang se rebelle | |
| 784   | L'empire du Tibet aide les Tang à écraser la rébellion de Zhu Ci. Cette aide est une compensation pour le transfert de souveraineté du Protectorat d'Anxi et du Protectorat de Beiting de la Chine au Tibet | |
| 784   | Li Sheng reprend le contrôle de Chang'an | |
| 784   | Zhu Ci est tué | |
| 784   | Les Tang brisent leur promesse de donner leurs protectorats à l'empire du Tibet, ce qui provoque l'annulation du traité de Qingshui et la reprise des hostilités                                            | |
| 785   | | Phùng Hưng se rebelle en Annam |
| 786   | | Le seigneur de guerre Li Xilie est tué |
|       | L'empire du Tibet s'empare des Zhou de Yan et Xia | |
| 787   | | L'empire du Tibet dupe les Tang lors des négociations du traité de Pingliang et capture la plupart des chefs militaires et autres officiels Tang présents sur place                 |
| 787   | L'empire du Tibet ravage les Zhou de Yan et Xia avant de les abandonner | |
| 787   | L'empire du Tibet s'empare des Zhou de Sha et Qiuci | |
| 788   | | Tang infligent une défaite à l'empire du Tibet au Zhou de Xi |
| 788   | La princesse Xian'an, la huitième fille de l'empereur Tang Dezong, épouse Alp qutlugh bilge du Khaganat ouïgour,                                                                                            | |
| 789   | | L'empire du Tibet attaque les Zhou de Long, Jing et Bing |

### Décennie 790
| Année | Date | Événements |
| ----- | ---- | --- |
| 790   |      | L'empire du Tibet conquiert le Zhou de Ting, |
| 791   |      | Les Tang reprennent le contrôle de l'Annam |
| 792   |      | L'empire du Tibet les Zhou de Xi et Yutian, |
| 793   |      | Le général Tangl Wei Gao détruit 50 bastions tibétains et défait une armée tibétaine de 30 000 hommes, récupérant ainsi le Zhou de Yan                  |
| 796   |      | L'empire du Tibet attaque le Zhou de Qing, mais la campagne s’arrête brutalement à la suite de la mort du ministre en chef Nanam Shang Gyaltsen Lhanang |

## IXesiècle

### Décennie 800
| Année | Date                                                                                          | Événements |
| ----- | --------------------------------------------------------------------------------------------- | --- |
| 801   |                                                                                               | Une alliance entre les Tang et le Royaume de Nanzhao inflige une défaite à l'empire du Tibet et à ses soldats-esclaves abbassides                                                                                 |
| 803   |                                                                                               | Les Tang repoussent leur frontière Ouest jusqu'à Pingliang |
| 803   | Le Royaume de Champā annexe le sud de l'Annam                                                 | |
| 803   | La construction du Grand Bouddha de Leshan est achevée                                        | |
| 804   |                                                                                               | Le moine japonais Kūkai visite la Chine |
| 805   | 25 février                                                                                    | L'empereur Tang Dezong meurt, son fils Li Song lui succède et devient l'empereur Tang Shunzong. Le 31 août de la même année, Shunzong abdique en faveur de son fils Li Chun, qui devient l'empereur Tang Xianzong |
| 805   | Wang Shuwen tente d'enlever tout pouvoir militaire aux eunuques, mais échoue                  | |
| 806   |                                                                                               | L'empereur Tang Xianzong mate plusieurs commandants militaires de Jiannan et de la région de l'aval du fleuve Yangzi Jiang                                                                                        |
| 806   | Kūkai retourne au Japon                                                                       | |
| 808   |                                                                                               | Le clan Chuy des Turcs Shatuo est vaincu par l'empire du Tibet et se réfugie au cœur de la Chine |
| 808   | La première mention connue de la poudre noire est faite dans le Taishang Shengzu Jindan Mijue | |
| 809   |                                                                                               | Tang Xianzong attaque Chengde, sans réussir à prendre la ville |

### Décennie 810
| Année | Date | Événements                                   |
| ----- | ---- | -------------------------------------------- |
| 814   |      | Wu Yuanji se rebelle à Huaixi (sud du Henan) |
| 817   |      | Wu Yuanji est capturé et tué                 |
| 819   |      | L'empire du Tibet attaque le Zhou de Qing    |

### Décennie 820
| Année | Date | Événements |
| ----- | --- | --- |
| 820   | 14 février | Mort de l'empereur Tang Xianzong, probablement empoisonné par ses eunuques. Son fils Li Heng lui succède et devient l'empereur Tang Muzong |
| 820   | Dương Thanh se rebelle et s'empare de Đại La | |
| 821   | | Les Tang et l'empire du Tibet signent un traité de non-agression par lequel les Chinois reconnaissent les Tibétains comme maîtres légitimes des Régions de l'Ouest, ainsi que des régions de Longyou et Hexi, ce qui correspond à la plus grande partie de l'actuel Gansu |
| 821   | Malgré le traité signé l'année précédente, les Tibétains attaquent les Tang, mais sont repoussés par le gouverneur du Zhou de Yan                  | |
| 821   | La princesse Taihe, qui est la 17e fille de feu l'empereur Tang Xianzong, épouse Kün tengride ülüg bulmïsh alp küchlüg bilge du Khaganat Ouïghour, | |
| 822   | | Les Ouïghours envoient des troupes aider les Tang à combattre les diverses rébellions, mais les Chinois refusent cette aide et donnent 70,000 rouleaux de soie aux soldats pour qu'ils acceptent de rentrer chez eux.                                                     |
| 822   | Un traité de paix sino-tibétain est conclu. | |
| 823   | | Une stèle connue sous le nom de « Tablette de pierre de l’Unité du long Terme » est érigée devant la porte principale du temple de Jokhang à Lhassa. Les termes du traité de paix sino-tibétain de 822 sont gravés sur cette stèle                                        |
| 824   | 25 février | Mort de l'empereur Tang Muzong. Son fils Li Zhan lui succède et devient l'empereur Tang Jingzong |
| 827   | 9 janvier | L'empereur Tang Jingzong est tué par les eunuques. Son frère Li Ang lui succède et devient l'empereur Tang Wenzong |
| 829   | | le Royaume de Nanzhao s'empare de Chengdu et capture 20,000 ingénieurs chinois |

### Décennie 830
| Année | Date                                                                               | Événements |
| ----- | ---------------------------------------------------------------------------------- | --- |
| 835   |                                                                                    | Incident de la rosée douce : Li Zhongyan et ses complices sont tués en essayant vainement d'éliminer les eunuques |
| 835   | La Cour Impériale des Tang fait de l'impression des calendriers un monopole d'État | |
| 837   |                                                                                    | Les Tang reprennent le contrôle de Đại La                                                                         |
| 838   |                                                                                    | Le moine japonais Ennin visite la Chine                                                                           |

### Décennie 840
| Année | Date                                                                                             | Événements |
| ----- | ------------------------------------------------------------------------------------------------ | --- |
| 840   | 10 février                                                                                       | Mort de l'empereur Tang Wenzong. Les eunuques placent sur le trône son frère Li Chan, qui devient l'empereur Tang Wuzong |
| 840   | Le Khaganat Ouïghour entre en déclin après une guerre civile                                     | |
| 842   |                                                                                                  | L'Empire du Tibet entre en déclin après la mort de Dharma |
| 843   |                                                                                                  | Une armée Tang commandée par Shi Xiong attaque des Ouïghours en errance après la chute du Khaganat et en massacre 10 000 au mont "Tuez les étrangers" (Shahu) |
| 843   | Début des persécutions contre les "religions étrangères". Les manichéens sont les premiers visés | |
| 844   |                                                                                                  | Les Tang reprennent le contrôle de Zhaoyi (grosso modo, le sud du Shanxi) |
| 845   |                                                                                                  | Grande persécution anti-bouddhiste: L'empereur Tang Wuzong lance la troisième et plus importante campagne de persécution contre le bouddhisme de l'histoire de la Chine. D'autre religions, comme le zoroastrisme, le manichéisme et le christianisme nestorien sont également touchées. L’Islam n'est pas visé par cette campagne car il n'est pas encore assez développé en Chine pour être "visible" |
| 846   | 22 avril                                                                                         | Tang Wuzong meurt, probablement à cause des pilules que lui fournissent ses alchimistes. Les eunuques placent sur le trône son oncle Li Chen, qui devient l'empereur Tang Xuānzong |
| 846   | Le Royaume de Nanzhao lance des raids contre l'Annam                                             | |
| 846   | Levée partielle de l'interdiction de pratiquer le Bouddhisme                                     | |
| 847   |                                                                                                  | Une armée Tang vainc une armée Tibétaine dans le Zhou de Yan |
| 847   | Levée totale de l'interdiction de pratiquer le Bouddhisme                                        | |
| 847   | Le moine japonais Ennin repart pour le Japon                                                     | |
| 848   |                                                                                                  | Zhang Yichao, une habitant du Zhou de Sha, se rebelle contre les Tibétains et prend le contrôle de son Zhou natal, avant d'annexer celui de Gua |
| 849   |                                                                                                  | Des commandants et des soldats tibétains stationnés à l'est du Gansu font défection au profit des Tang |

### Décennie 850
| Année | Date | Événements |
| ----- | --- | --- |
| 850   | | Zhang Yichao s'empare des Zhou de Gan, Su et Yi avant d'envoyer un mémoire à l'empereur Tang Xuānzong, pour lui offrir sa loyauté et sa soumission                                                  |
| 851   | | Zhang Yichao prend le contrôle du Zhou de Xi et l'empereur le nomme Guiyi Jiedushi (歸義節度使), soit gouverneur du Circuit de Guiyi. L'empereur fait également de Cao Yijin son secrétaire général |
| 851   | Un voyageur arabe signale dans ses mémoires l'usage de papier toilette en Chine.                                    | |
| 853   | | Duan Chengshi publie le Youyang zazu (en) (Variétés de Youyang), qui traite du folklore chinois et étranger. On y trouve une version de l'histoire de Cendrillon, sous le nom de Yexian.            |
| 858   | | Une rébellion qui éclate en Annam est immédiatement réprimée |
| 858   | Des inondations dans la grande plaine de Chine du Nord et un débordement du Grand Canal font des milliers de morts. | |
| 858   | Le texte taoïste Zhenyuan miaodao yaolüe met en garde contre les dangers de la « médecine de feu » (poudre noire)   | |
| 859   | 7 septembre | Mort de l'empereur Tang Xuānzong. Les eunuques font monter sur le trône son fils Li Wen, qui devient l'empereur Tang Yizong                                                                         |

### Décennie 860
| Année | Date | Événements |
| ----- | --- | --- |
| 860   | | La révolte de Qiu Fu à Zhejiang est rapidement matée |
| 861   | | Le Royaume de Nanzhao attaque le Zhou de Bo et l'Annam, mais est repoussé. |
| 861   | Zhang Yichao prend le contrôle du Zhou de Liang aux dépens des Tibétains. Au total, il intègre au Circuit de Guiyi les Zhou de Xi, Gua, Gan, Su, Yi, Lan, Shan, He, Min, Liang et Kuo | |
| 863   | | Le Royaume de Nanzhao conquiert l'Annam |
| 866   | | Zhang Yichao vainc bLon Khrom brZhe et s'empare des Zhou de Ting et Luntai. Immédiatement après cette victoire, il est défait par les troupes du royaume Ouïghour de Qocho, qui s'emparent des Zhou de Ting, Luntai et Xi |
| 866   | Les Tibétains se replient sur le plateau tibétain | |
| 866   | Gao Pian reprend le contrôle de l'Annam aux dépens du Royaume de Nanzhao | |
| 868   | | Pang Xun et les soldats de la garnison de Guizhou se mutinent et partent vers le Nord |
| 868   | Impression du Sūtra du Diamant, le plus ancien document imprimé connut ayant une date d'impression                                                                                    | |
| 869   | | Pang Xun est vaincu par des cavaliers Shatuo commandés par Zhuye Chixin et meurt |
| 869   | Le royaume Ouïghour de Qocho attaque le Circuit de Guiyi, mais est repoussé | |
| 869   | Le Royaume de Nanzhao assiège Chengdu, sans réussir à prendre la ville | |

### Décennie 870
| Année | Date                                                                                              | Événements |
| ----- | ------------------------------------------------------------------------------------------------- | --- |
| 870   |                                                                                                   | Le Royaume de Nanzhao assiège à nouveau Chengdu |
| 870   | Le royaume Ouïghour de Qocho attaque de nouveau le Circuit de Guiyi, et est à nouveau repoussé    | |
| 873   | 15 août                                                                                           | L'empereur Tang Yizong tombe gravement malade et meurt. Son fils est mis sur le trône par les eunuques et devient l'empereur Tang Xizong                                                                |
| 874   |                                                                                                   | Wang Xianzhi se révolte à Changyuan (Henan) |
| 875   |                                                                                                   | Huang Chao rejoint les rangs de la révolte de Wang Xianzhi |
| 876   |                                                                                                   | Le royaume Ouïghour de Qocho conquiert le Zhou de Yi |
| 877   |                                                                                                   | Les troupes du Royaume de Nanzhao se replient du Circuit de Qianzhong (Guizhou) |
| 877   | Le Qianfu sinian lishu (乾符四年曆書), qui est le plus ancien almanach imprimé connu, date de 877 | |
| 878   |                                                                                                   | Wang Xianzhi meurt; Huang Chao continue seul |
| 879   |                                                                                                   | Massacre de Guangzhou: Huang Chao prend et pille Guangzhou (Guangdong) avant de repartir vers le Nord. Selon les sources arabes, les musulmans, juifs, chrétiens et Perses dans la ville sont massacrés |

### Décennie 880
| Année | Date | Événements |
| ----- | --- | --- |
| 880   | | Huang Chao prend et pille Luoyang |
| 880   | Zeng Gun retire les soldats Tang du Sud, perdant ainsi le contrôle de l'Annam                                     | |
| 881   | | Huang Chao occupe Chang'an; l'empereur Tang Xizong s'enfuit à Chengdu |
| 881   | les Zhou de Gan et Liang deviennent indépendants                                                                  | |
| 882   | | Zhu Wen, un des généraux de Huang Chao, fait défection au profit des Tang |
| 883   | | Huang Chao s'enfuit de Chang'an |
| 883   | Des livres imprimés sont vendus sur le marché de Chengdu                                                          | |
| 884   | | Huang Chao meurt alors qu'il est pourchassé par Li Keyong |
| 885   | | Tang Xizong retourne à Chang'an |
| 885   | Qin Zongquan s'autoproclame empereur, pille Luoyang et quitte la ville                                            | |
| 886   | | L'eunuque Tian Lingzi emmène l'empereur Tang Xizong à Xingyuan (soit à l'est de l'actuelle ville de Hanzhong, Shaanxi), alors que Chang'an est sous la menace des troupes de Li Keyong et Wang Chongrong |
| 886   | Li Yun est proclamé empereur par le seigneur de guerre Zhu Mei à Chang'an. Tous deux sont tués peu de temps après | |
| 888   | 20 avril | L'empereur Tang Xizong meurt de maladie. Son frère Li Jie est mis sur le trône par les eunuques et devient l'empereur Tang Zhaozong                                                                      |

### Décennie 890
| Année | Date                                 | Événements                                                                     |
| ----- | ------------------------------------ | ------------------------------------------------------------------------------ |
| 890   |                                      | Zhu Wen et Li Keyong s'affrontent mutuellement au cours de plusieurs batailles |
| 891   |                                      | Wang Jian entre dans Chengdu                                                   |
| 891   | Qian Liu entre dans Suzhou (Jiangsu) |                                                                                |

## Xesiècle
| Année | Date | Événements |
| ----- | --- | --- |
| 900   | | Zhu Wen prend le contrôle du Hebei |
| 900   | 1er décembre | L'empereur Tang Zhaozong est destitué. Un eunuque fait de son fils Li Yu le nouvel empereur |
| 901   | | Tang Zhaozong remonte sur le trône. Peu de temps après, les eunuques le forcent à quitter Chang'an pour s'installer à Fengxiang, au Shaanxi                                                                                         |
| 902   | | Zhu Wen donne à Yang Xingmi le titre de Wáng (王) (Roi) de Wu et assiège Fengxiang |
| 903   | | Zhu Wen ramène Tang Zhaozong à Chang'an, pendant que Zhu et Cui Yin organisent le massacre de tous les eunuques |
| 903   | Wang Jian reçoit le titre de Wáng de Shu | |
| 904   | | Zhu Wen tue Cui Yin et oblige Tang Zhaozong à quitter Chang'an pour s'installer à Luoyang. Une fois arrivé sur place, l'empereur est tué                                                                                            |
| 904   | Zhu Wen place Tang Aidi sur le trône | |
| 904   | Premier usage probable d'armes utilisant la poudre noire, peut-être des « flèches de feu », soit des fusées archaïques propulsées par poudre à canon, par les troupes du royaume de Wu, lors du siège de Yuzhang,                         | |
| 907   | | Abaoji, un chef de tribu khitan, fonde la dynastie Liao, dont il devient le premier empereur |
| 907   | 12 mai | Zhu Wen dépose Tang Aidi, fonde la dynastie des Liang postérieur à Kaifeng, au Henan et devient l'empereur Taizu. Cet événement marque la fin de la Dynastie Tang et le début de la période des Cinq Dynasties et des Dix Royaumes. |
| 907   | La plus grande partie des dirigeants du nord de la Chine reconnaissent l'autorité de l'empereur Taizu, mais Li Keyong, qui contrôle le Jin (Shanxi), garde ses distance par rapport au nouvel empereur. Il reçoit le soutien des Khitans. | |
| 907   | Taizu donne à Ma Yin le titre de Wáng de Chu | |
| 907   | Qian Liu reçoit le titre de Wáng de Wu-Yue | |
| 907   | Wang Jian s'autoproclame Empereur du Shu antérieur à Chengdu. | |